# Le roi d’Ys
Le roi d’Ys (Deutsch: Der König von Ys) ist eine Oper in drei Akten von Édouard Lalo. Das Libretto stammt von Édouard Blau und basiert auf einer bretonischen Legende über den Untergang der mystischen Stadt Ys. Das Werk wurde am 7. Mai 1888 in der Pariser Opéra-Comique uraufgeführt.

## Handlung

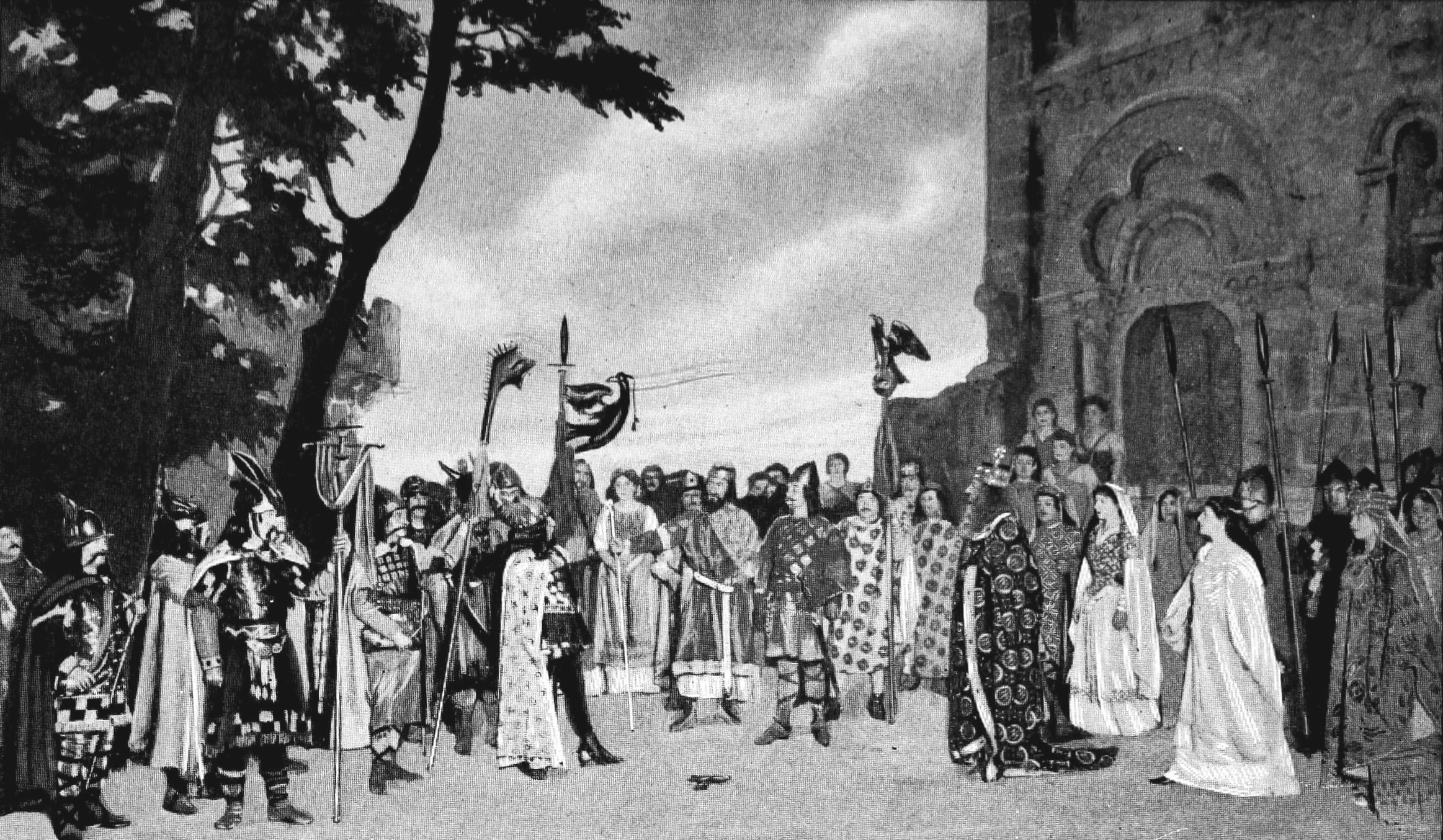
Erster Akt: Karnac fordert Mylio heraus

### Erster Akt
Der König von Ys will seine Tochter Margarete mit dem verfeindeten Prinzen Karnac vermählen, um einen langen Konflikt zu beenden. Verzweifelt beichtet Margarete ihrer Schwester Rozenn, dass ihr Herz noch immer am vor Jahren verschollenen Krieger Mylio hängt, von dem sie sich ebenfalls geliebt wähnt. Als Mylio kurz vor der Hochzeit tatsächlich zurückkehrt, verweigert Margarete den Bund mit Karnac, der erzürnt Rache schwört.

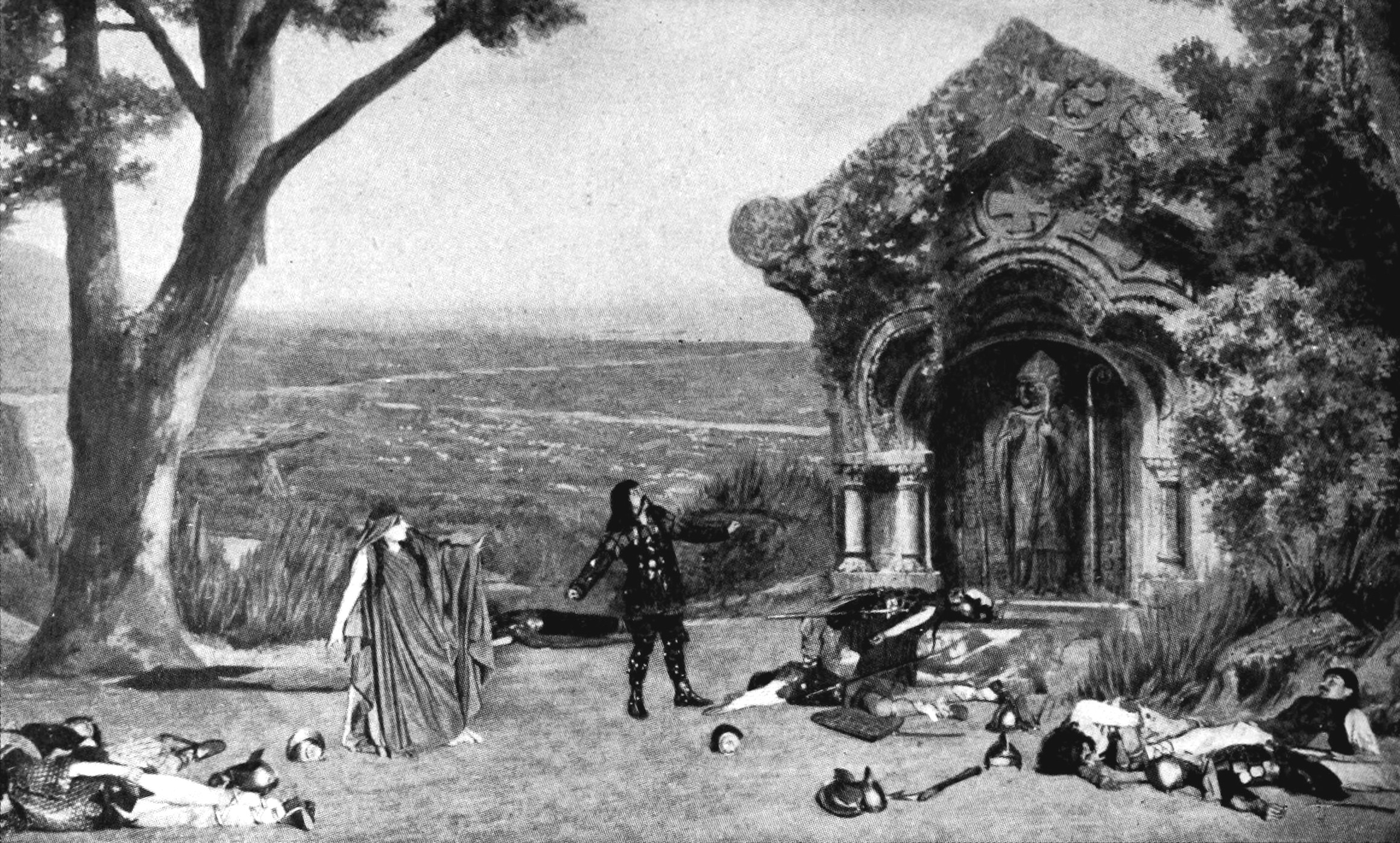
Zweiter Akt: Die Statue Saint Corentins warnt Karnac

### Zweiter Akt
Margarete wird gewahr, dass Mylio nicht sie, sondern ihre Schwester Rozenn liebt. Als der König davon erfährt, bietet er Mylio die Hand Rozenns mit der Bedingung an, er möge die Bedrohung durch Karnacs anrückende Armee abwehren. Mylio willigt ein, gewinnt die Schlacht und kehrt siegreich heim. Die gedemütigte Margarete sucht blind vor Wut und Eifersucht den geschlagenen Karnac auf, um gemeinsam mit ihm die Vernichtung der Stadt zu planen. Zu dem Zweck will Margarete ihm die Schlüssel für die Schleusen der Dämme aushändigen, die die Stadt vor den Fluten des Meeres beschützen.

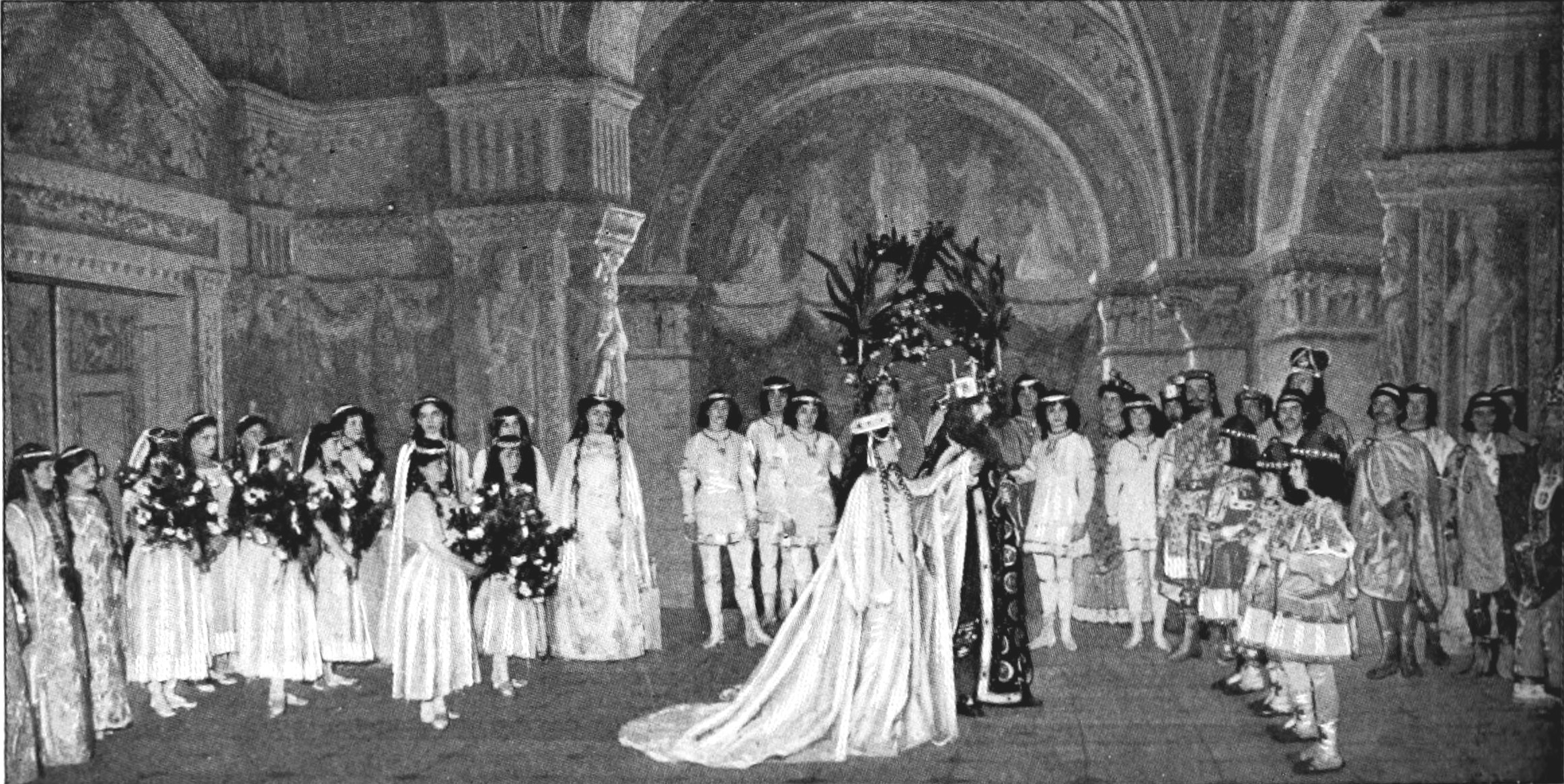
Dritter Akt: Die Hochzeit von Rozen und Mylio

### Dritter Akt
Am Tag der Hochzeit Mylios und Rozenns kommen Margarete Zweifel an ihrem Racheplan, doch Karnac gelingt es, ihre Wut auf die Liebenden neu zu entfachen, und er erhält schließlich die Schlüssel von ihr. Verzweifelt verkündet Margarete den Feiernden, dass die Stadt verloren ist. Mylio tötet Karnac, doch auch er kann das Unheil nicht mehr abwenden, die Schleusen sind geöffnet. Als bereits große Teile der Stadt und ihrer Bewohner in den Fluten versunken sind, stürzt sich Margarete, um Vergebung und den Ozean um Gnade flehend, ins tobende Meer. Da erscheint der Schutzheilige der Stadt, St. Corentin, der die Wellen zähmt und die verbliebenen Menschen rettet.

## Instrumentation
Die Orchesterbesetzung der Oper enthält die folgenden Instrumente:
- Holzbläser: zwei Flöten, zwei Oboen, zwei Klarinetten, zwei Fagotte
- Blechbläser: vier Hörner, zwei Trompeten, drei Posaunen, Tuba
- Pauken, Schlagzeug: große Trommel, kleine Trommel
- Streicher
- Bühnenmusik: vier Trompeten, Orgel

## Werkgeschichte

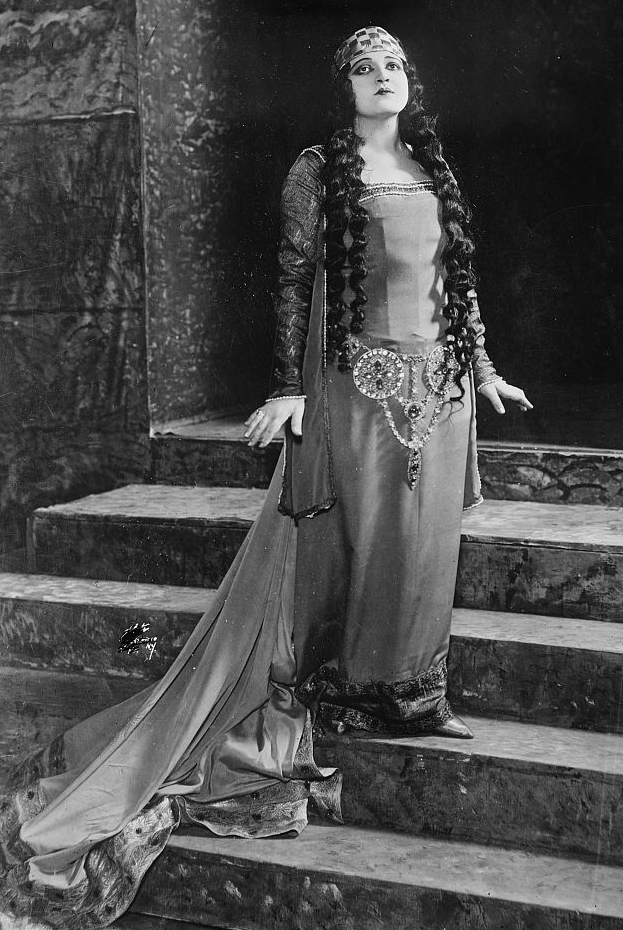
Rosa Ponselle als Margared an der Metropolitan Opera 1922

Es gestaltete sich für Lalo zunächst schwierig, für sein 1878 fertiggestelltes Werk ein Opernhaus zu finden. Vom Théâtre-Lyrique und der Opéra National de Paris kamen Absagen. Daraufhin ließ er seine Bemühungen einige Jahre ruhen, bis er 1886 kompositorische Überarbeitungen an seiner Oper vornahm und in neue Verhandlungen eintrat. Zwei Jahre später schließlich feierte die Oper in der Opéra-Comique unter dem Dirigat von Jules Danbé Premiere. Regie führten Charles-Auguste-Marie Ponchard und Louis Paravey. Die Choreographie stammte von Louise Marquet und das Bühnenbild von Jean-Baptiste Lavastre und Eugène-Louis Carpezat. Die Sänger waren Jean-Alexandre Talazac (Mylio), Maximilien-Nicolas „Max“ Bouvet (Karnac), Jean-Henri-Arthur Cobalet (der König), René Fournets (Saint-Corentin), Bussac (Jahel), Blanche Deschamps-Jéhin (Margared) und Cécile Simonnet (Rozenn).
An der Opéra-Comique wurde die Oper, bis sie 1941 an die Opéra National de Paris wechselte, fast 500 Mal aufgeführt. Auch im restlichen Europa wurde Le roi d’Ys an verschiedenen namhaften Opernhäusern mit Erfolg inszeniert, in den USA erstmals 1890 in New Orleans. In der zweiten Hälfte des 20. Jahrhunderts ließ die Popularität deutlich nach, einiger Beliebtheit erfreut sich in den USA eine Konzertvariante der Oper.